# 연애 (영화)
"연애"는 2005년에 개봉한 대한민국의 영화이다.

## 캐스팅
- 전미선 : 어진 역
- 장현성 : 민수 역
- 김지숙 : 김 여사 역
- 윤다경 : 성모 역
- 오윤홍 : 지혜 역
- 정인기 : 정 실장 역
- 장영남 : 은주 역
- 주지한 : 진항 역
- 주지흥 : 준항 역
- 박종근 : 민수 선배 역
- 박상규 : 김 여사 남편 역
- 김용환 : 박 사장 역
- 유재명 : 어진 남편 역
- 곽기덕 : 은주 남편 역
- 서진원 : 욕설남 (목소리) 역
- 우기홍 : 껄떡남 (목소리) 역
- 배진만 : 단란주점 남자 역
- 장명갑 : 단란주점 남자 역
- 김종엽 : 단란주점 남자 역
- 김유석 : 하늘 (전화 목소리) 역 (특별출연)
- 지대한 : 형사반장 역 (특별출연)
- 문삼화 : 전화방 주인 역 (특별출연)